# Вулиця Освіти (Київ)
Ву́лиця Осві́ти — вулиця в Солом'янському районі міста Києва, місцевість Олександрівська слобідка. Пролягає від проспекту Повітряних Сил до вулиці Максима Кривоноса.
Прилучаються вулиці Максима Токарева і Богодухівська.

## Історія
Вулиця виникла в першій половині XX століття (на межі 1930–40-х років) під назвою 6-та Нова. Початкова частина частково забудована у той же час, решта вулиці — на межі 1940–50-х років. Сучасна назва — з 1953 року.

## Установи та заклади
- Спортивний комплекс КНУБА і стадіон «КНУБА-Арена» (буд. № 3);
- Державний інженерно-екологічний комплекс КНУБА (буд. № 4);
- НПУ ім. М. П. Драгоманова, Інститут історичної освіти (буд. № 6);
- Центральна районна бібліотека імені Григорія Сковороди (буд. № 14-А);
- дитячий садок № 55 (буд. № 18).

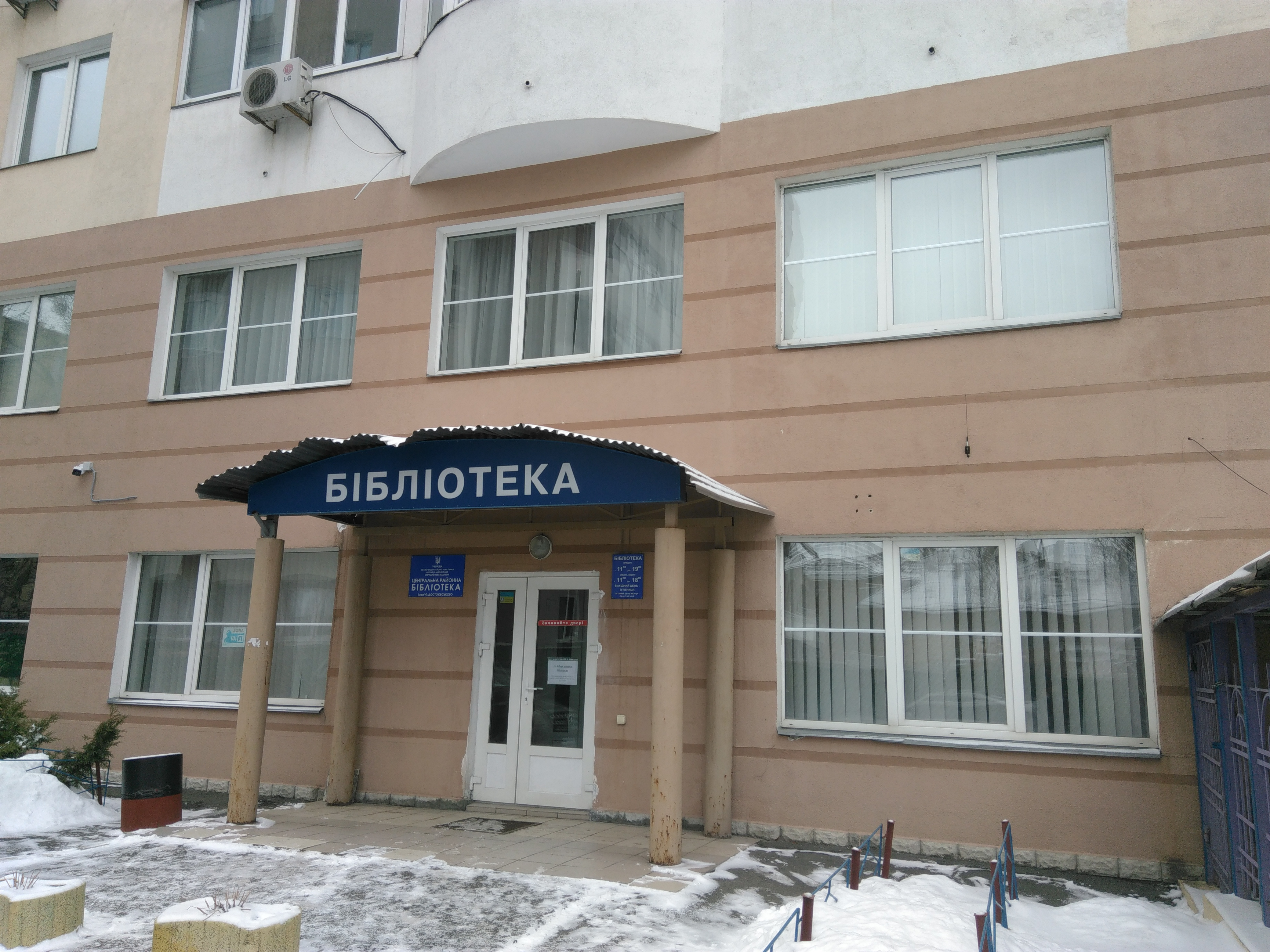
Бібліотека імені Григорія Сковороди
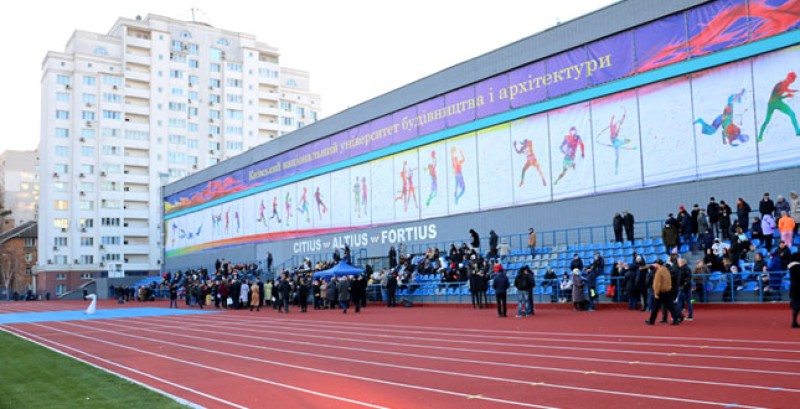
Спортивний комплекс і стадіон КНУБА